# Ron Rice
Ron Rice (Charles Ronald Rice, ur. 1935 w Nowym Jorku, zm. 1964 w Acapulco) – amerykański reżyser filmów eksperymentalnych.

## Życiorys
Ron Rice urodził się w Nowym Jorku, w 1935 r. Z natury był bardzo niespokojnym człowiekiem, włóczęgą, który porzucił szkołę średnią. Swoją przygodę z filmem rozpoczął od zakupu kamery 8 mm do nagrywania wyścigów rowerowych w San Francisco, gdzie poznał Taylora Meada, aktora i poetę. Owo spotkanie doprowadziło do wyprodukowania pierwszego filmu pt. Złodziej kwiatów, The Flower Thief. Po jego ukończeniu reżyser przystąpił do realizacji następnego pt. The Dancing Master. Kolejnym filmem, który wyprodukował był Senseless, uważany za najbardziej starannie i formalnie nakręcony film. Kiedy Rice skończył Senseless namówił Taylora Meada i Winifreda Bryana do zrobienia nowego obrazu pt. Królowa Sheba spotyka atomowego człowieka, Queen of Sheba Meets the Atom Man. Następnie przeszedł do innego projektu pt. Chumlum, inspirowanego filmem Jacka Smitha Normal Love. Zmarł na zapalenie płuc w 1964 r. podczas pobytu w Meksyku. Jego swobodny styl wpłynął na twórców filmów eksperymentalnych w Nowym Jorku i w Kalifornii na początku lat 60. XX w.

## Filmografia
- The Flower Thief (1960)
- The Dancing Master (1961) (niedokończony)
- Senseless (1962)
- Queen of Sheba Meets the Atom Man (1963)
- Chumlum (1964)